# Уметничка галерија Босне и Херцеговине
Уметничка галерија Босне и Херцеговине (УГБиХ) је најстарија босанска институција која се бави заштитом и промоцијом културе и уметности. Основана је 11. октобра 1946. године. Галерија се налази у Сарајеву, главном граду Босне и Херцеговине.
Примарни задатак и обавеза УГБиХ је да прикупља и откупљује дела домаћих и страних ликовних уметника, да излагањем тих дела утиче на развој уметности и да упознаје јавност о ликовној уметности. Галерија је по оснивању преузела колекцију Галерије слика Државног музеја (данас Земаљски музеј БиХ) коју је чинило више од 600 уметничких дела, углавном слика и цртежа. На вест о оснивању сликар и графичар Бранко Шотра сакупио је у Београду 83 дела југословенских уметника и поклонио их Галерији.

## Организација Галерије
За 65 година постојања и рада, путем куповине, поклона, прилога и завештања, фонд Галерије порастао је на више од 6000 уметничких дела, што је чини јединственом институцијом у Босни и Херцеговини. Целокупни фонд Галерије подељен је у неколико збирки:
- босанскохерцеговачка уметност
- југословенска уметности,
- збирка старе и стране уметности,
- иконе,
- збирка швајцарског уметника Фердинанда Ходлера,
- колекција фотографија и нових медија[2]  и
- ликовни архив „Нада”.[3]

Међу вредним уметничким делима налазе се и слике великана босанскохерцеговачке ликовне уметности, Мице Тодоровић, Исмета Мујезиновића, Воја Димитријевића, Бекира Мисирлића, Романа Петровић, Габријела Јуркића, Бехаудина Селмановића и других.
У оквиру Галерији се налази и рестаураторско-конзерваторска радионица и специјализована библиотека са фондом од око 10.000 библиотечких јединица из области историје уметности, теорије уметности, естетике, историје, филозофије итд.

## Ратна штета и обнова
Током раних 1990-их година из Уметничке галерије БиХ нестало је 51 уметничко дело.  У послератном периоду изведени су обимни радови на санацији ратом изазване штете, као и потпуна реконструкција целог објекта уз подршку страних донатора.
Због недостатка средстава Уметничка галерија БиХ, је у периоду од септембра 2011. до августа 2012. године била затворена за јавност, после чега је наставила са редовним радом.

## Галерија
- Ива Деспић - Сељак
- Колекција српске црквене умјетности, Умјетничка галерија БиХ
- Урош Предић - Студија девојке, 1881
- Владислав Тителбах - Свадбени обичаји у Србији, 1893
- Лео Арндт - Кнез са Сокоца, 1896.
- Николај Рерих - Змај (1896), Илустрација (1895), Вила на мору (средина)
- Влахо Буковац - Слијепац, 1903
- Роман Петровић - Аутопортрет, 1909-1923
- Тодор Швракић - Из старе цркве, 1913
- Роман Петровић - Кула у Витини, 1918
- Тодор Швракић - Славолук, 1919
- Тодор Швракић - Предворје џамије, прије 1930
- Роман Петровић - Беспризорни (дијете на улици), 1933
- Тодор Швракић - Планински пејзаж
- Лудвиг Куба - Сељаци из околине Пирота
- Непознати аутор - Манастир Ловница, акварел и оловка
- Шпиро Боцарић - Под џамијом